# Масиела Луша
Maсиелa Лушa (англ. Masiela Lusha; род. 23 октября 1985, Тирана, Албания) — американская актриса, писатель и филантроп. Наибольшую известность ей принесли роли в телесериале Джордж Лопес телеканала ABC и фильме «Последний вампир» студии Sony Picture. В качестве писательницы Луша переводила поэмы и молитвы Матери Терезы, а также написала несколько книг на различных языках.

## Биография и карьера
Луша провела своё детство в Албании, Венгрии и Австрии. Она изучала балетное искусство в Вене и переехала в Мичиган в 1993 году, когда продолжила изучать различные виды танца. Её путь к славе шёл путём исполнения страстного и мятежного персонажа, Кармен Лопес, в течение пяти лет в сериале Джордж Лопес студии Warner Brothers. Благодаря этому к своим 20 годам Луша стала ветераном телефильмов. Она снялась в таких картинах, как Muertas, Katie Malone, Ballad of Broken Angels, Summoning, A Father’s Love, Time of the Comet, and Sony Pictures Entertainment, Последний вампир. В знак признания её заслуг Луша была удостоена кинопремии Молодого актёра за ведущую актёрскую роль в комедийном и драматическом жанре. В 2007 году Луша основала собственную продюсерскую компанию, Illuminary Pictures, и в рамках её работы выпустила 2 фильма.

## Писательская деятельность
В качестве писательницы Луша считается самой молодым автором, выпустившим книгу на двух языках. За свои изданные работы она также признана одним из десяти лучших талантливых поэтов Северной Америки. Люша выпустила 4 книги стиховInner Thoughts, Drinking the Moon, Amore Celeste, The Call, новеллу The Besa и две детских книги Boopity Boop! Goes To Hawaii и Boopity Boop! Writes Her First Poem, которые вышли в 2010 году. Люша также писала и переводила английскую, албанскую и немецкую поэзию.

## Благотворительность
Собственный опыт вдохновляет Лушу к благотворительной деятельности. В частности, в 2006 году она основала некоммерческий фонд Дети мира, который открывает приюты, даёт обучение и пропагандирует здоровое общение между членами семей. Она пожертвовала 10 акров земли для благотворительной постройки подобного центра в Северной Калифорнии.

## Избранная фильмография
| Год       |    | Русское название                    | Оригинальное название        | Роль         |
| --------- | -- | ----------------------------------- | ---------------------------- | ------------ |
| 2002—2007 | с  | Джордж Лопес                        | George Lopez                 | Кармен Лопес |
| 2009      | ф  | Последний вампир                    | Blood: The Last Vampire      | Шэрон        |
| 2016      | тф | Акулий торнадо 4: Пробуждение       | Sharknado: The 4th Awakens   | Джемини      |
| 2017      | тф | Акулий торнадо 5: Глобальное роение | Sharknado 5: Global Swarming | Джемини      |

## Награды и номинации
- 2003: награждена кинопремией «Молодой актёр» за роль в телесериале «Джордж Лопес»
- 2004: номинирована на кинопремию «Молодой актёр» за роль в телесериале «Clifford’s Puppy Days»
- 2004: награждена кинопремией «Молодой актёр» за роль в телесериале «Джордж Лопес»